# Восстание Хаято
Восстание Хаято — восстание народа хаято, жившего в южной части острова Кюсю, против правительства Ямато, которое произошло в 720—721 гг. в период Нара. После его подавления власти Ямато установили полный контроль над Кюсю.

## Восстание
В конце VII века правительство Ямато распространило своё влияние на остров Кюсю. При этом отдельные группы народа хаято, населявшего южную часть этого острова, сохраняли свою самостоятельность и сопротивлялись распространению на регион системы рицурё, предполагавшей тотальный контроль чиновников над землёй и населением. У хаято на тот момент сохранялось общинное землепользование.
Власти Ямато создали на Кюсю провинцию Сацума (702 год), затем провинцию Осуми (713), переселили на этот остров 5 тысяч крестьян с Хонсю. Дополнительное напряжение возникало из-за того, что хаято мешали центральным властям установить контакт с Китаем через архипелаг Рюкю. В начале 720 года дело дошло до открытого противостояния: наместник Осуми Яко-но Фухитомаро был убит, на Кюсю отправилась армия во главе с Отомо-но Табито.
Повстанцы укрылись в семи крепостях. Пять из них вскоре пали, но две оставшихся, Соноиваки и Хименоки, ожесточённо защищались. Восстание было окончательно подавлено только спустя полтора года. В результате внедрение на Рюкю системы рицурё было отложено примерно на 80 лет. Постепенно Рюкю был колонизирован выходцами из Ямато, а народ хаято подвергся ассимиляции.